# Cervati
Le Cervati (ou Cervato) est une montagne qui s'élève à 1 899 m d'altitude dans la région de la Campanie dans le Sud de l'Italie.

## Géographie
La montagne est située au nord-ouest de la commune de Sanza. C'est le plus haut sommet de la région du Cilento et le deuxième de Campanie après le monte Miletto (it), situé en partie en Molise.